# Helmut Weinbuch
Helmut Weinbuch (* 2. Februar 1937) ist ein ehemaliger Funktionär des Deutschen Ski-Verbandes (DSV).
Er war Generalsekretär und Sportdirektor des DSV. Außerdem war er in der Fédération Internationale de Ski (FIS) für die Nordische Kombination zuständig und konnte dieser Traditionssportart durch Reformen neues Leben einhauchen. So führte er den Sprint und die Staffel ein. Er sorgte für die Anwendung der Gundersen-Methode bei den Weltcupwettbewerben, sodass der Zieleinlauf dem Wettbewerbsergebnis entspricht. Früher musste dafür noch eine nach dem Zieleinlauf erstellte Punktetabelle herhalten.
Helmut Weinbuch ist der Vater des Kombinationsweltmeisters von 1985 Hermann Weinbuch.

## Quelle
- Helmut Weinbuch wird 70 Jahre alt (Memento vom 14. Juli 2014 im Internet Archive) im Südkurier am 2. Februar 2007, online unter suedkurier.de

| Personendaten    | Personendaten             |
| ---------------- | ------------------------- |
| NAME             | Weinbuch, Helmut          |
| KURZBESCHREIBUNG | deutscher Sportfunktionär |
| GEBURTSDATUM     | 2. Februar 1937           |